# Gajowniki
Gawjowniki est un village de Pologne, situé dans la gmina de Choroszcz, dans le Powiat de Białystok, dans la voïvodie de Podlachie.